# Chavonne
Chavonne est une commune française située dans le département de l'Aisne en région Hauts-de-France.

## Géographie

### Localisation
Chavonne est un village de la vallée de l'Aisne, situé à 18 km à l'est à vol d'oiseau de Soissons, 18 km au sud de Laon, 36 km au nord-ouest de Reims et 48 km au nord-est de Château-Thierry.
Elle fait partie de l'aire d'attraction de Soissons, ainsi que de la zone d'emploi et du bassin de vie de cette ville

### Communes limitrophes
Les communes limitrophes sont  Cys-la-Commune, Ostel, Presles-et-Boves, Soupir et Vailly-sur-Aisne.

### Géologie et relief
La superficie de la commune est de 3,62 km2 ; son altitude varie de 42  à   167 mètres.

### Hydrographie

#### Réseau hydrographique
La commune est située dans le bassin Seine-Normandie. Elle est drainée par l'Aisne et le cours d'eau 01 de la Fontaine Saint-Pierre,,.
| (texte à fusionner) La limite sud du territoire communal est constitué par le lit de l'Aisne, un affluent de l'Oise et donc un sous-affluent de la Seine. Un ruisseau provenant d'Ostel y conflue |

L'Aisne est un  cours d'eau naturel navigable de 256 km de longueur, traversant les cinq départements Meuse, Marne, Ardennes, Aisne, Oise. Elle est un affluent de rive gauche de l'Oise, ce qui fait d'elle un sous-affluent de la Seine.

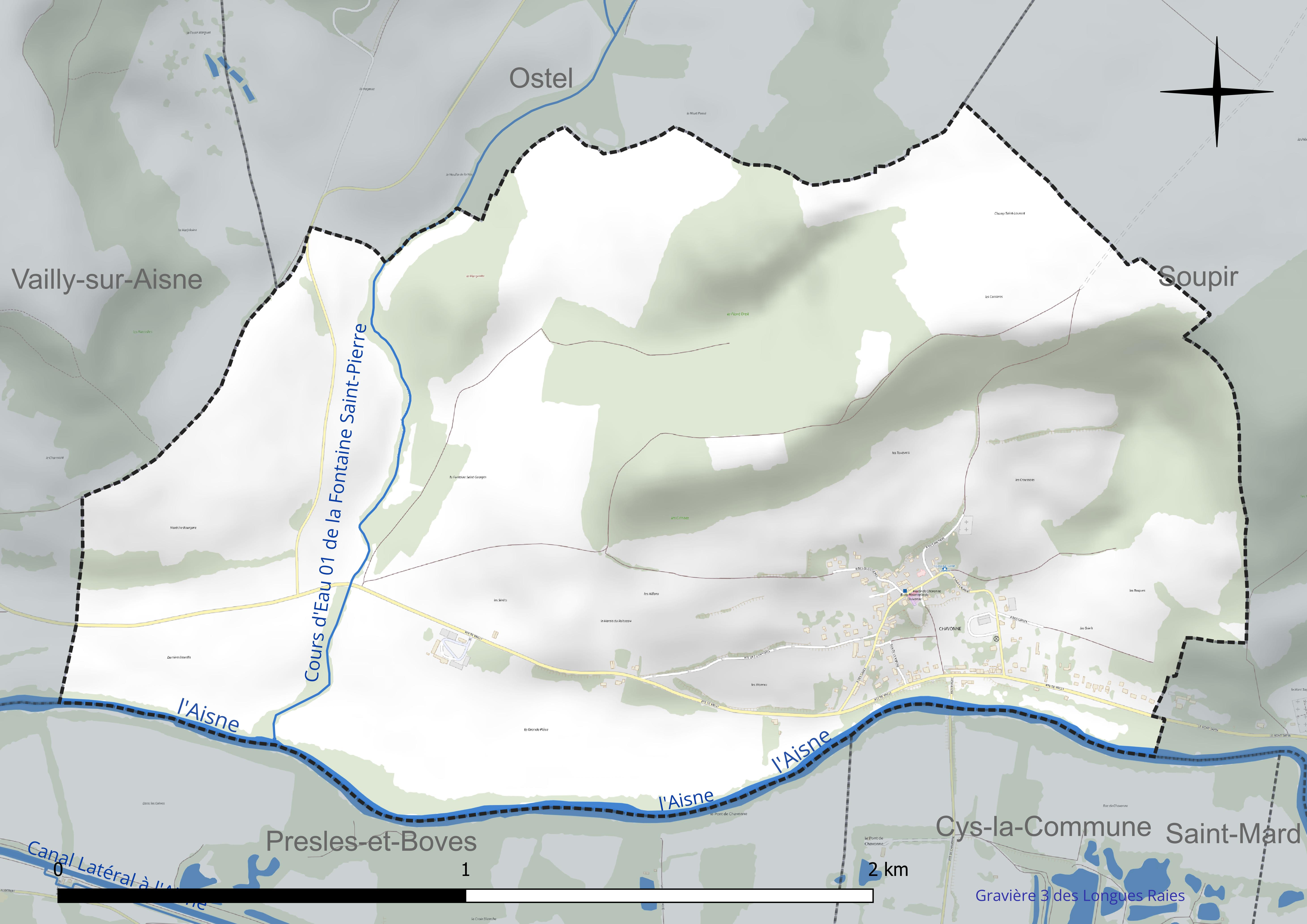
Carte hydrographique de la commune.
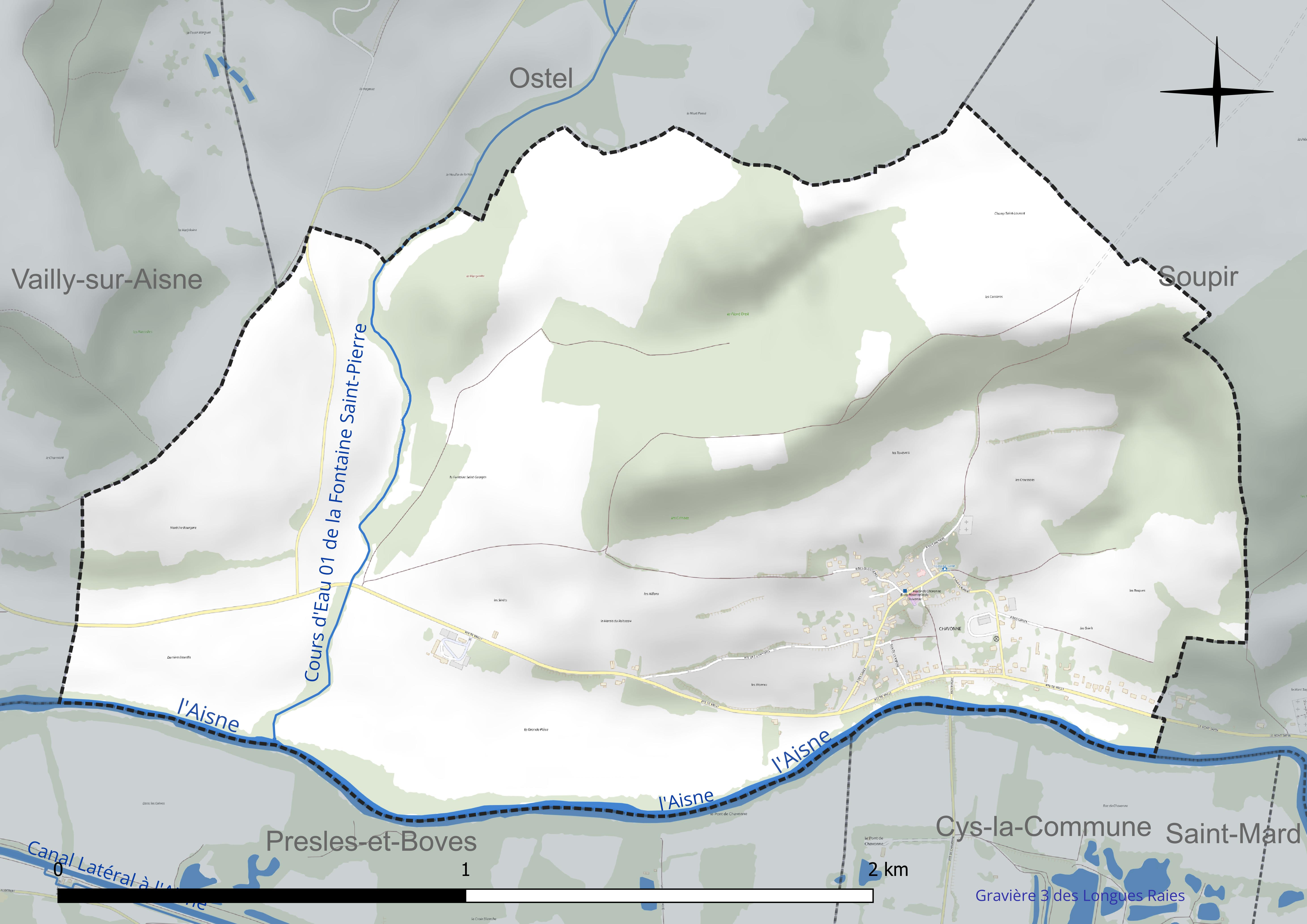
Réseau hydrographique de Chavonne.

#### Gestion et qualité des eaux
Le territoire communal est couvert par le schéma d'aménagement et de gestion des eaux (SAGE) « Aisne Vesle Suippe ». Ce document de planification, dont le territoire s'étend sur 3 096 km2 répartis sur trois départements (Aisne, Marne et Ardennes) et deux régions (Champagne-Ardenne et Picardie), a été approuvé le 16 décembre 2013. La structure porteuse de l'élaboration et de la mise en œuvre est le Syndicat d'aménagement des bassins Aisne Vesle Suippe (SIABAVES).
La qualité des cours d'eau peut être consultée sur un site dédié géré par les agences de l'eau et l'Agence française pour la biodiversité.

### Climat
Pour des articles plus généraux, voir Climat des Hauts-de-France et Climat de l'Aisne.
En 2010, le climat de la commune est de type climat océanique dégradé des plaines du Centre et du Nord, selon une étude du CNRS s'appuyant sur une série de données couvrant la période 1971-2000. En 2020, Météo-France publie une typologie des climats de la France métropolitaine dans laquelle la commune est exposée à un climat océanique altéré et est dans la région climatique Nord-est du bassin Parisien, caractérisée par un ensoleillement médiocre, une pluviométrie moyenne régulièrement répartie au cours de l'année et un hiver froid (3 °C).
Pour la période 1971-2000, la température annuelle moyenne est de 10,3 °C, avec  une amplitude thermique annuelle de 14,9 °C. Le cumul annuel moyen de précipitations est de 694 mm, avec 12,4 jours de précipitations en janvier et 8,9 jours en juillet. Pour la période 1991-2020 la température moyenne annuelle observée sur la station météorologique la plus proche, située sur la commune de Braine à 8 km à vol d'oiseau, est de 11,3 °C et le cumul annuel moyen de précipitations est de 662,7 mm,. Pour l'avenir, les paramètres climatiques de la commune estimés pour 2050 selon différents scénarios d'émission de gaz à effet de serre sont consultables sur un site dédié publié par Météo-France en novembre 2022.

## Urbanisme

### Typologie
Au 1er janvier 2024, Chavonne est catégorisée commune rurale à habitat dispersé, selon la nouvelle grille communale de densité à 7 niveaux définie par l'Insee en 2022.
Elle est située hors unité urbaine. Par ailleurs la commune fait partie de l'aire d'attraction de Soissons, dont elle est une commune de la couronne,. Cette aire, qui regroupe 92 communes, est catégorisée dans les aires de 50 000 à moins de 200 000 habitants,.

### Occupation des sols

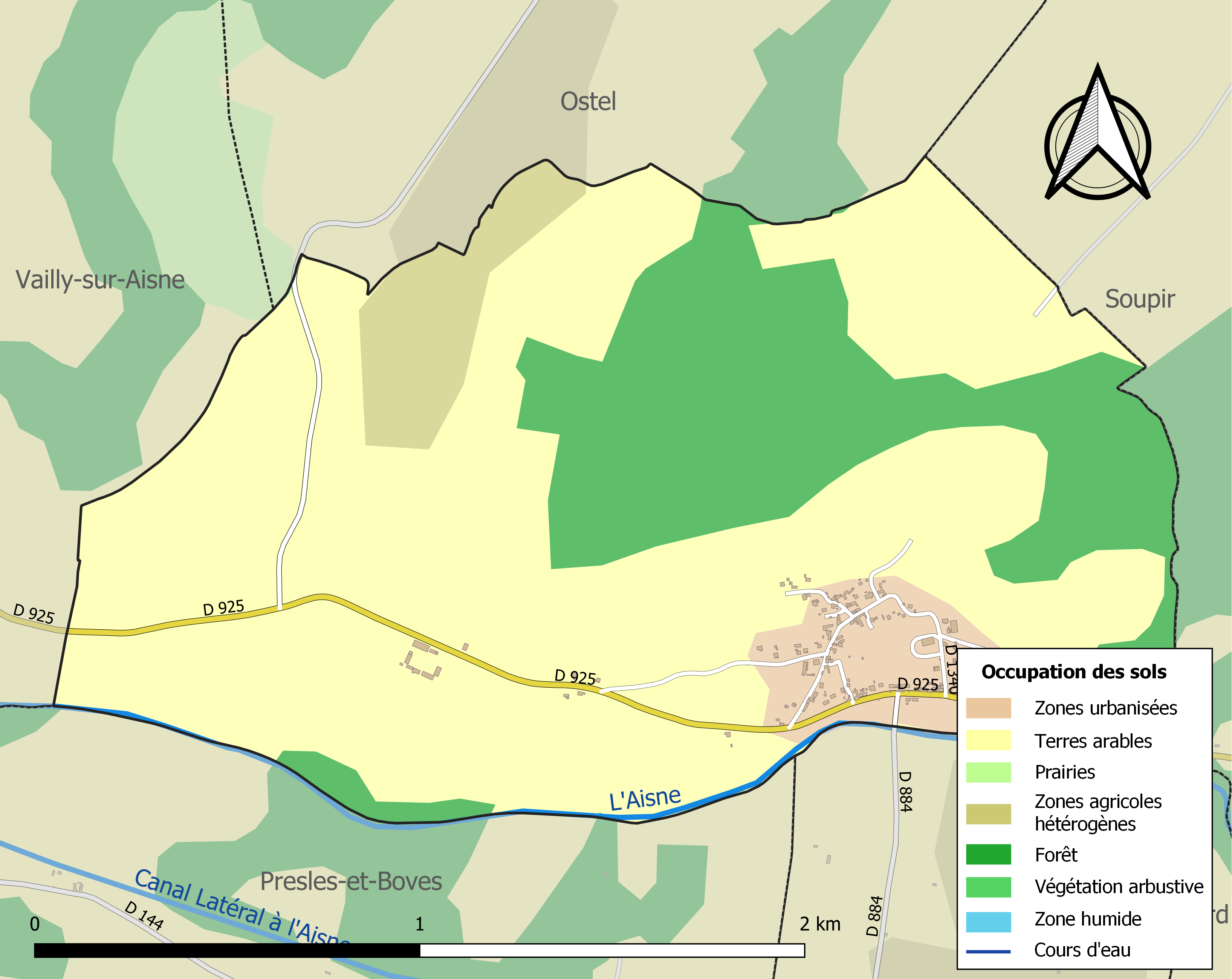
Carte des infrastructures et de l'occupation des sols de la commune en 2018 (CLC).

L'occupation des sols de la commune, telle qu'elle ressort de la base de données européenne d'occupation biophysique des sols Corine Land Cover (CLC), est marquée par l'importance des territoires agricoles (69,3 % en 2018), une proportion identique à celle de 1990 (69,3 %). La répartition détaillée en 2018 est la suivante : 
terres arables (64,7 %), forêts (23,9 %), zones urbanisées (6,8 %), zones agricoles hétérogènes (4,5 %), prairies (0,1 %).
L'évolution de l'occupation des sols de la commune et de ses infrastructures peut être observée sur les différentes représentations cartographiques du territoire : la carte de Cassini (XVIIIe siècle), la carte d'état-major (1820-1866) et les cartes ou photos aériennes de l'IGN pour la période actuelle (1950 à aujourd'hui).

### Habitat et logement
En 2020, le nombre total de logements dans la commune était de 85, alors qu'il était de 86 en 2015 et de 84 en 2010.
Parmi ces logements, 89,5 % étaient des résidences principales, 1,2 % des résidences secondaires et 9,4 % des logements vacants. Ces logements étaient pour 98,8 % d'entre eux des maisons individuelles et pour 1,2 % des appartements.
Le tableau ci-dessous présente la typologie des logements à Chavonne en 2020 en comparaison avec celle de l'Aisne et de la France entière. Une caractéristique marquante du parc de logements est ainsi la faible proportion des résidences secondaires et logements occasionnels (1,2 %) par rapport au département (3,4 %) et à la France entière (9,7 %).
| Typologie                                               | Chavonne | Aisne | France entière |
| ------------------------------------------------------- | -------- | ----- | -------------- |
| Résidences principales (en %)                           | 89,5     | 86,6  | 82,1           |
| Résidences secondaires et logements occasionnels (en %) | 1,2      | 3,4   | 9,7            |
| Logements vacants (en %)                                | 9,4      | 10,1  | 8,2            |

### Voies de communication et transports
Le village est desservi par l'ancienne route nationale 325 (actuelle RD 925) qui relie Soissons à Bourg-et-Comin.

## Toponymie

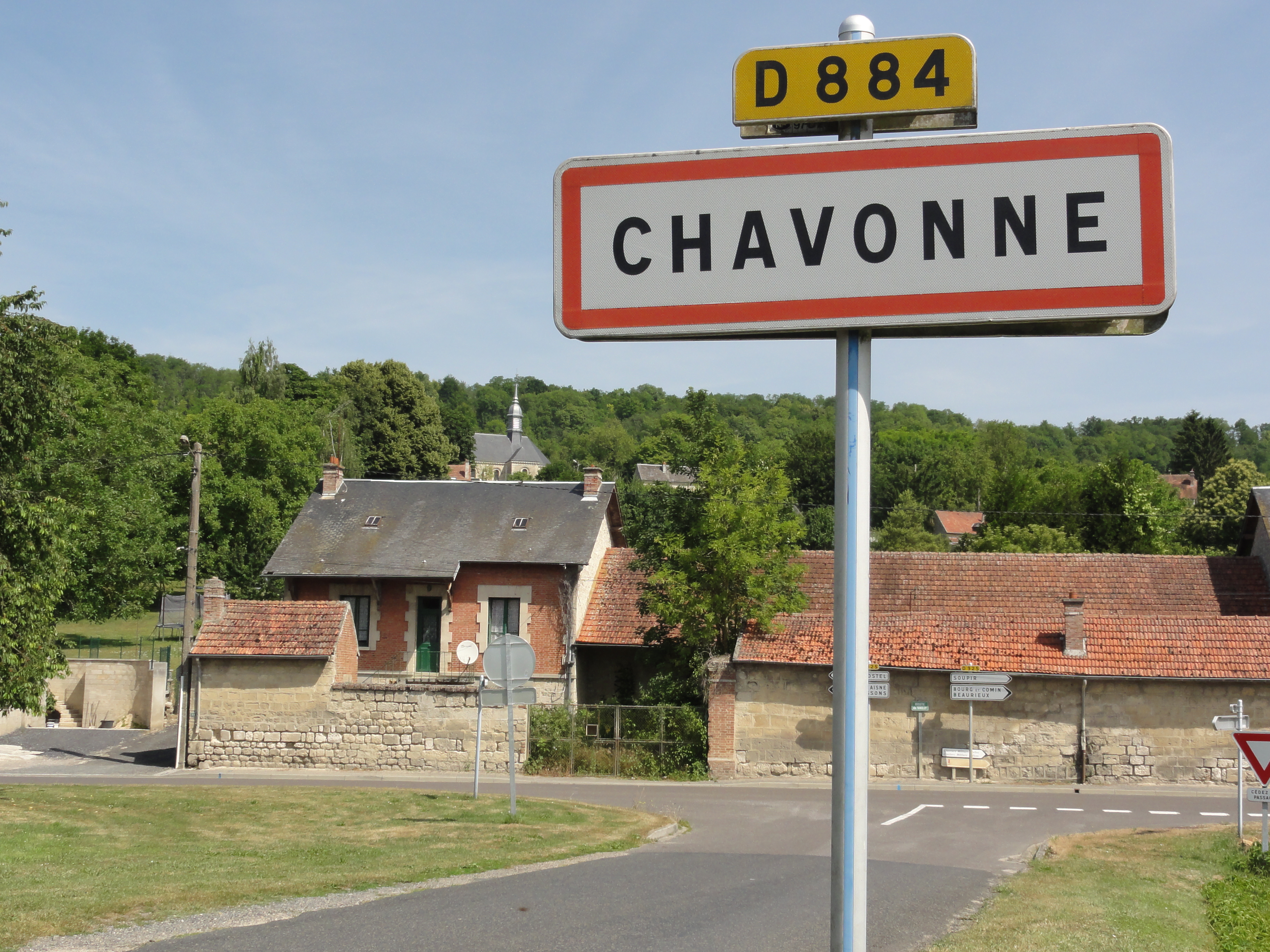
Panneau d'entrée de Chavonne.

Le nom de la localité est attesté sous les formes « Chavonnes-super-fluvium Axone » (1128) ; Cavonia (1143) ; Chavones (1185) ; Chavonum (1217) ; Chauvonnes (1220) ; Chavonnes (1248) ; Chavonnez (1356) ; Chavongnes (1573) ; Chavon (1710) ; Chavone (1745).
Chavonne, Chavonnettes, désignent des cabanes ou chaumières, avec les propriétés qui les entourent.

## Histoire
Sous l'Ancien Régime, la localité relève de l'intendance, du bailliage de Soissons, de l'élection de Soissons. Dans l'ordre religieux, la paroisse Saint-Laurent  dépend du diocèse de Soissons.
La commune est desservie de 1904 à 1914 par la section de Soisssons à Guignicourt de la ligne de Reims à Soissons des chemins de fer de la Banlieue de Reims, une ligne de chemin de fer secondaire à voie métrique.
Le village est considéré comme détruit à la fin de la Première Guerre mondiale, et a  été décoré de la Croix de guerre 1914-1918, le 21 juillet 1921.

Le village détruit en 1914-1918
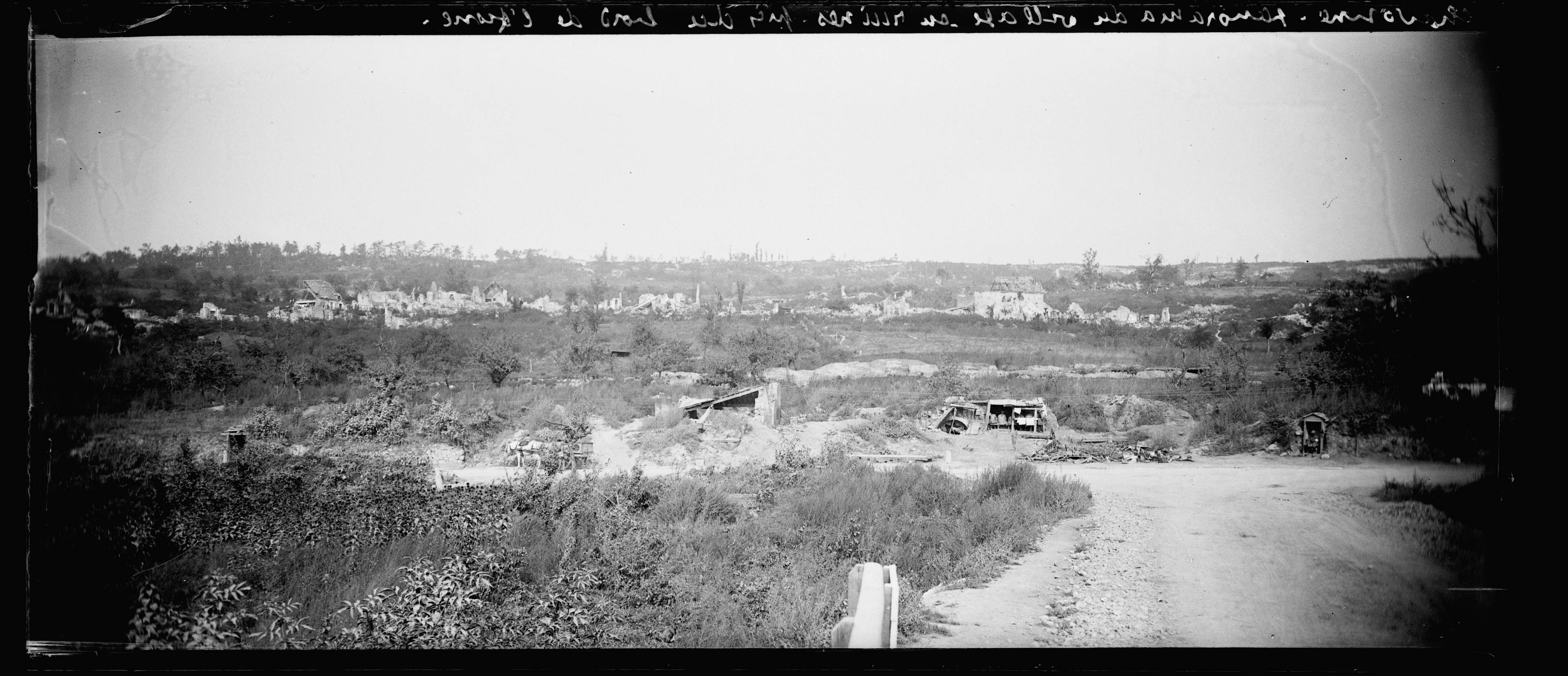
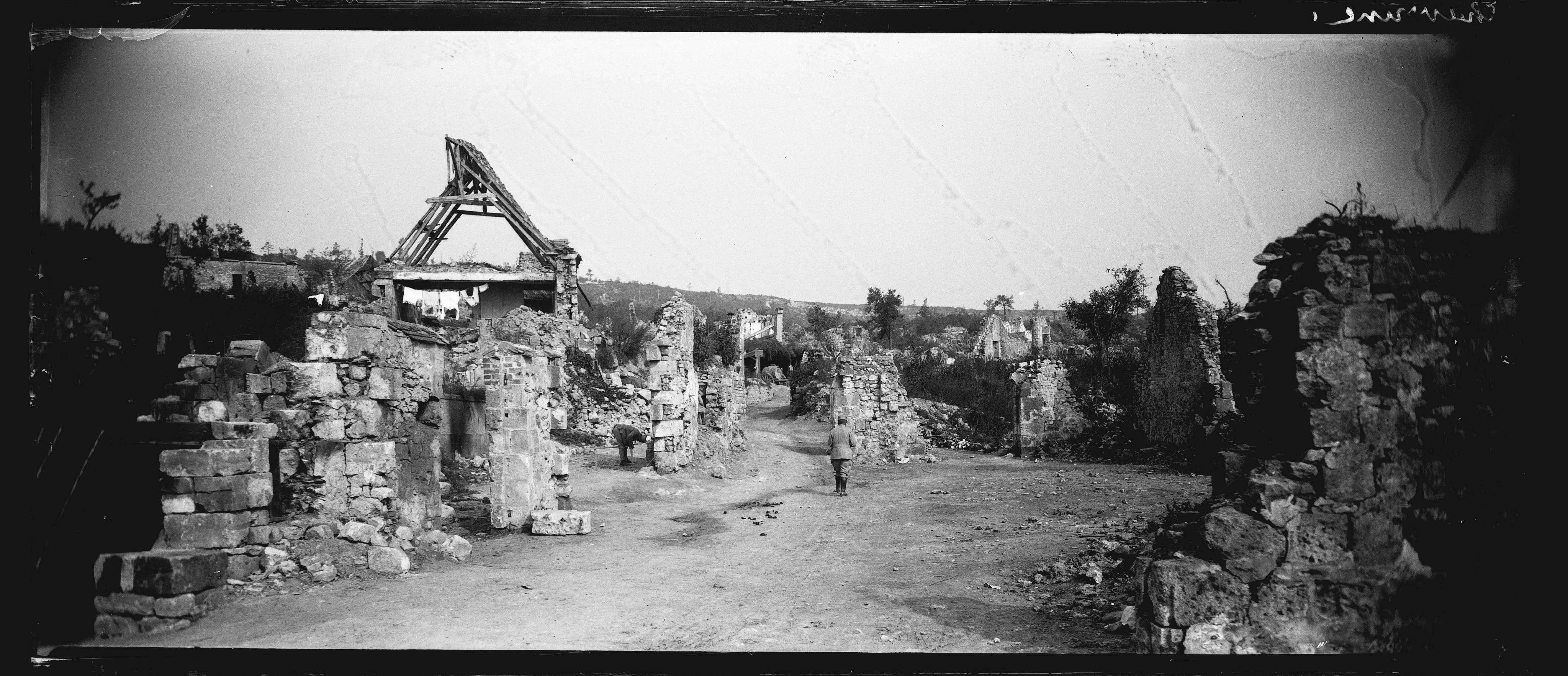
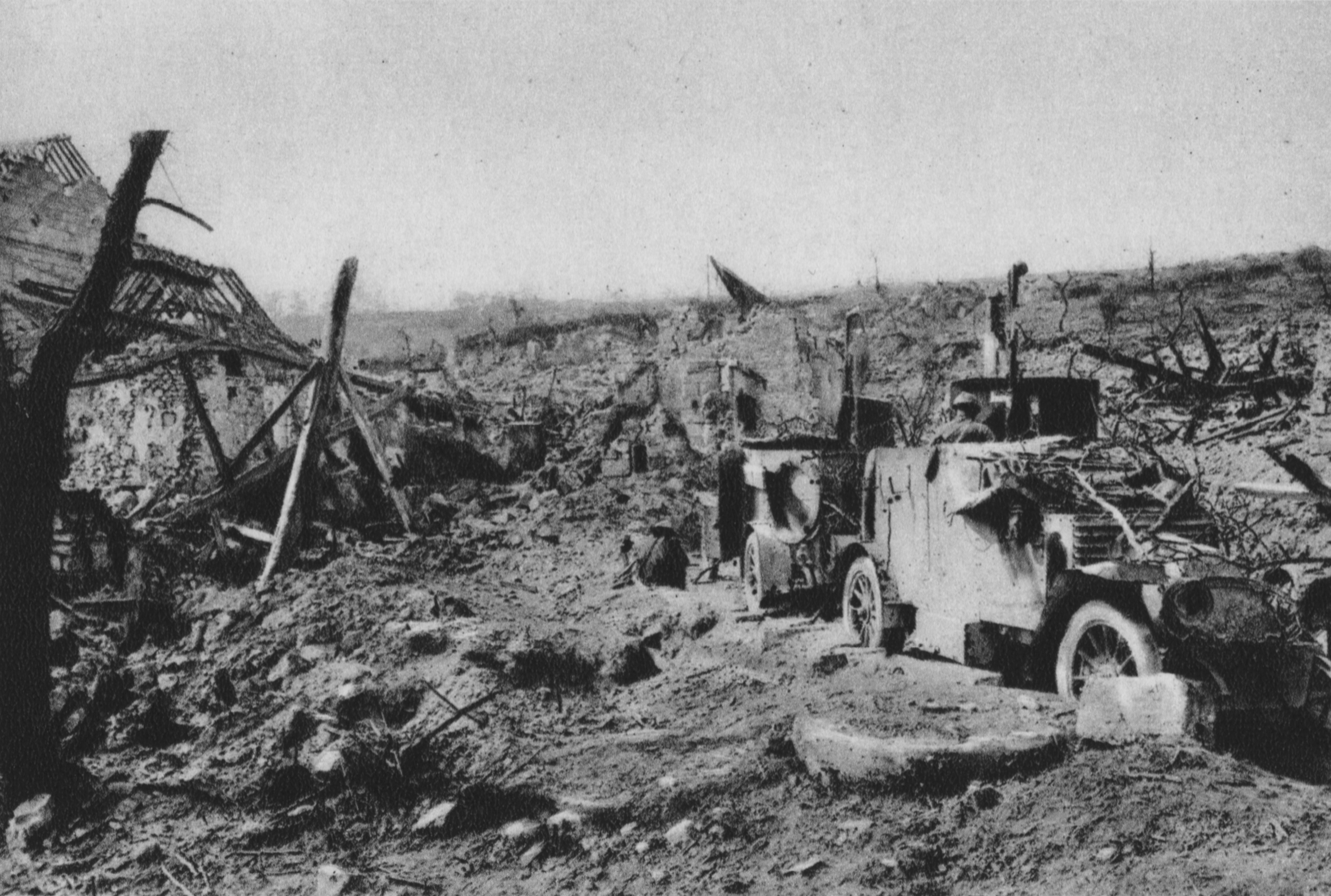

## Politique et administration

### Rattachements administratifs et électoraux

#### Rattachements administratifs
La commune se trouve dans l'arrondissement de Soissons du département de l'Aisne.
Elle faisait partie depuis 1793 du canton de Vailly-sur-Aisne. Dans le cadre du redécoupage cantonal de 2014 en France, cette circonscription administrative territoriale a disparu, et le canton n'est plus qu'une circonscription électorale.

#### Rattachements électoraux
Pour les élections départementales, la commune fait partie depuis 2014 du canton de Fère-en-Tardenois.  
Pour l'élection des députés, elle fait partie de la cinquième circonscription de l'Aisne depuis le dernier découpage électoral de 2010.

### Intercommunalité
Chavonne est membre de la communauté de communes du Val de l'Aisne, un établissement public de coopération intercommunale (EPCI) à fiscalité propre créé fin 1994  et auquel la commune a transféré un certain nombre de ses compétences, dans les conditions déterminées par le code général des collectivités territoriales.

### Liste des maires
| Période                                  | Période                   | Identité           | Étiquette | Qualité                                |
| ---------------------------------------- | ------------------------- | ------------------ | --------- | -------------------------------------- |
| Les données manquantes sont à compléter. |                           |                    |           |                                        |
| mars 2001                                | avril 2014                | Frédérique Cazzola |           |                                        |
| avril 2014                               | En cours (au 6 juin 2023) | Jean-Marc Pilet    | SE        | Employé Réélu pour le mandat 2020-2026 |

## Démographie
L'évolution du nombre d'habitants est connue à travers les recensements de la population effectués dans la commune depuis 1793. Pour les communes de moins de 10 000 habitants, une enquête de recensement portant sur toute la population est réalisée tous les cinq ans, les populations de référence des années intermédiaires étant quant à elles estimées par interpolation ou extrapolation. Pour la commune, le premier recensement exhaustif entrant dans le cadre du nouveau dispositif a été réalisé en 2004.

En 2022, la commune comptait 210 habitants, en évolution de +2,94 % par rapport à 2016 (Aisne : −1,97 %, France hors Mayotte : +2,11 %).
| 1793 | 1800 | 1806 | 1821 | 1831 | 1836 | 1841 | 1846 | 1851 |
| ---- | ---- | ---- | ---- | ---- | ---- | ---- | ---- | ---- |
| 328  | 355  | 344  | 368  | 358  | 355  | 404  | 377  | 383  |

| 1856 | 1861 | 1866 | 1872 | 1876 | 1881 | 1886 | 1891 | 1896 |
| ---- | ---- | ---- | ---- | ---- | ---- | ---- | ---- | ---- |
| 338  | 359  | 303  | 283  | 285  | 250  | 279  | 266  | 244  |

| 1901 | 1906 | 1911 | 1921 | 1926 | 1931 | 1936 | 1946 | 1954 |
| ---- | ---- | ---- | ---- | ---- | ---- | ---- | ---- | ---- |
| 222  | 232  | 238  | 108  | 148  | 166  | 153  | 141  | 150  |

| 1962 | 1968 | 1975 | 1982 | 1990 | 1999 | 2004 | 2006 | 2009 |
| ---- | ---- | ---- | ---- | ---- | ---- | ---- | ---- | ---- |
| 145  | 129  | 139  | 150  | 153  | 182  | 184  | 187  | 194  |

| 2014 | 2019 | 2022 | - | - | - | - | - | - |
| ---- | ---- | ---- | - | - | - | - | - | - |
| 205  | 206  | 210  | - | - | - | - | - | - |

## Culture locale et patrimoine

### Lieux et monuments
- L'église Saint-Laurent conserve une fresque d'Henri Charrier.
- Le monument aux morts refait en 2006-2007.

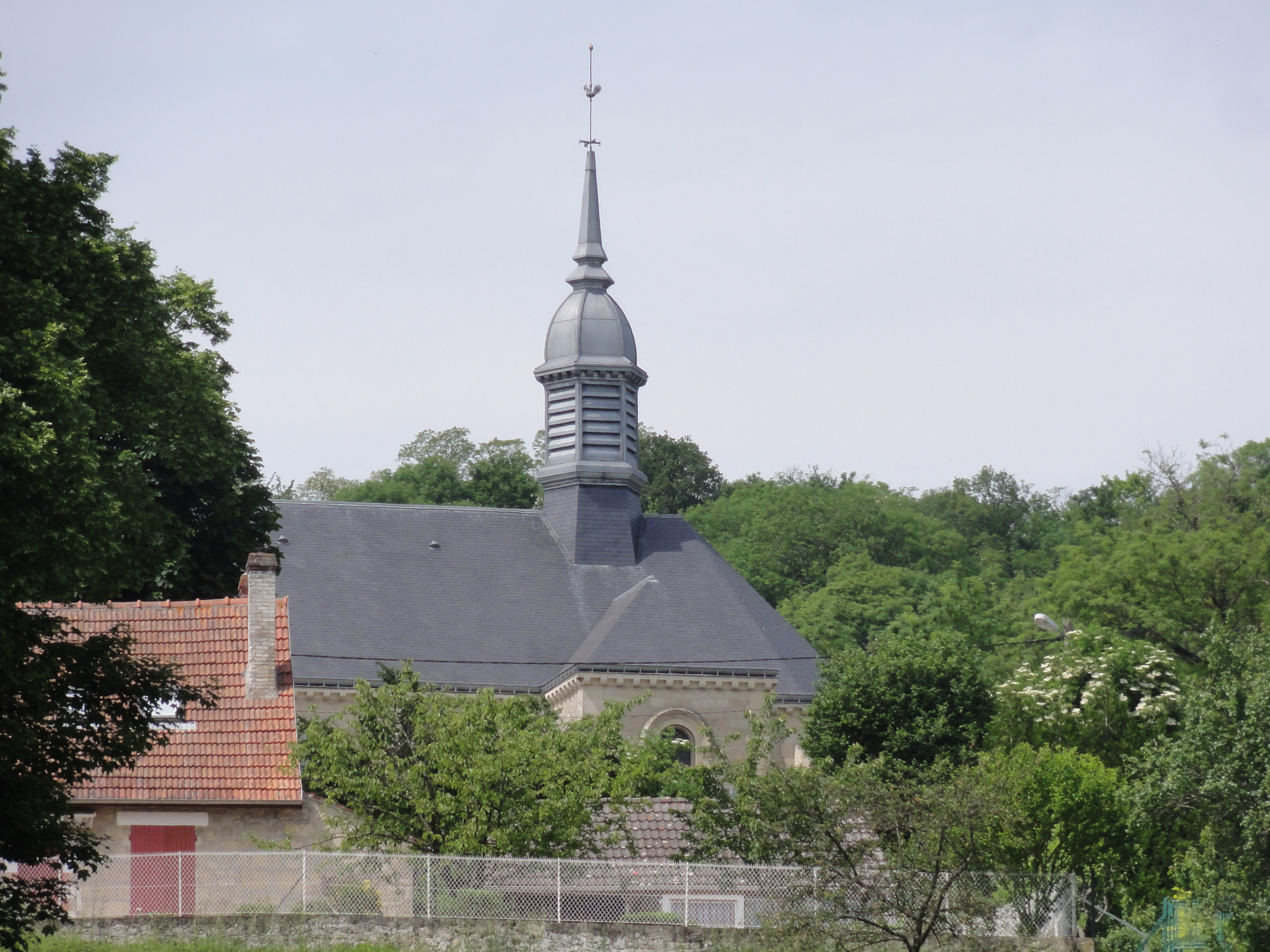
L'église Saint-Laurent.
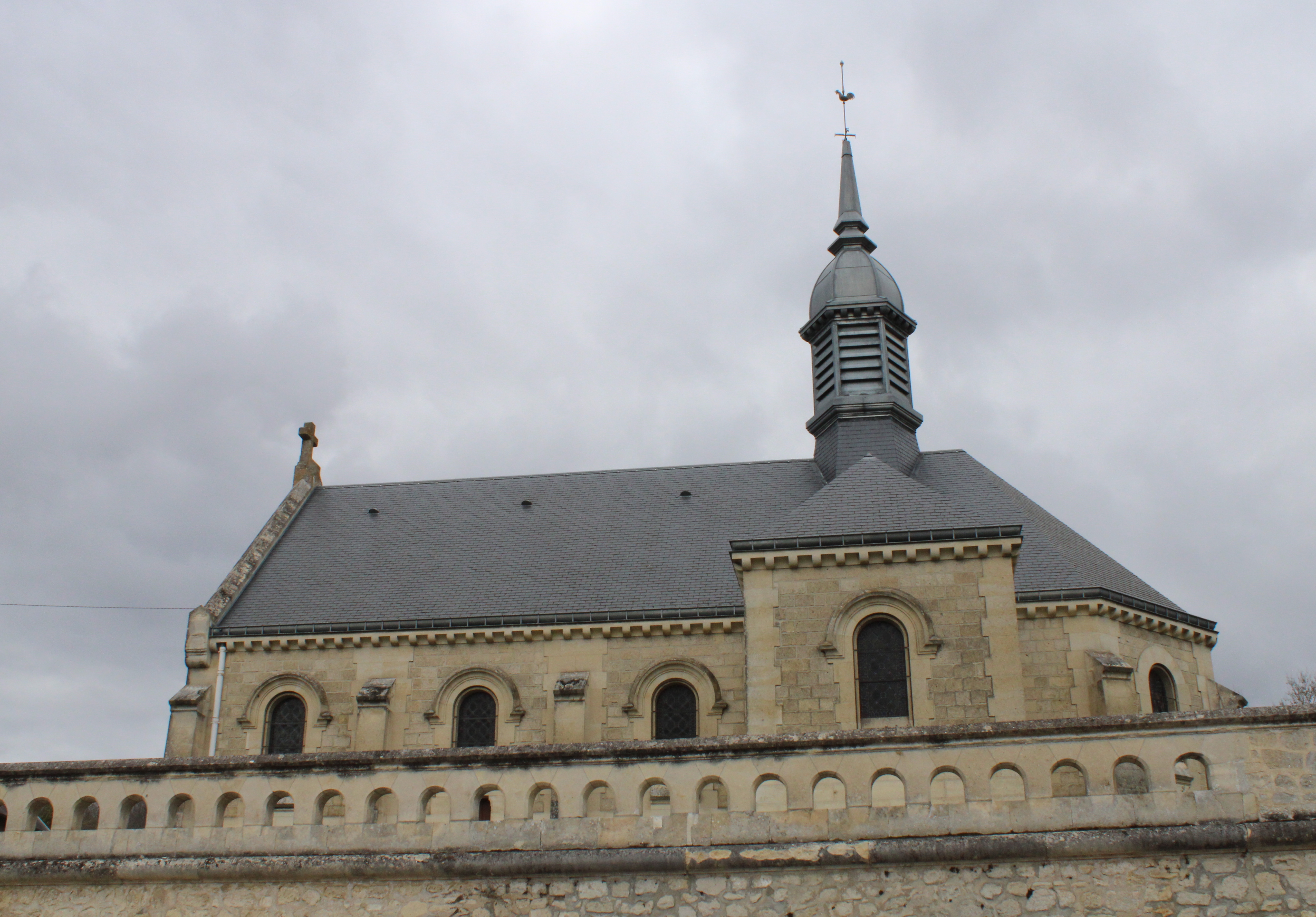
Façade sud de l'église.
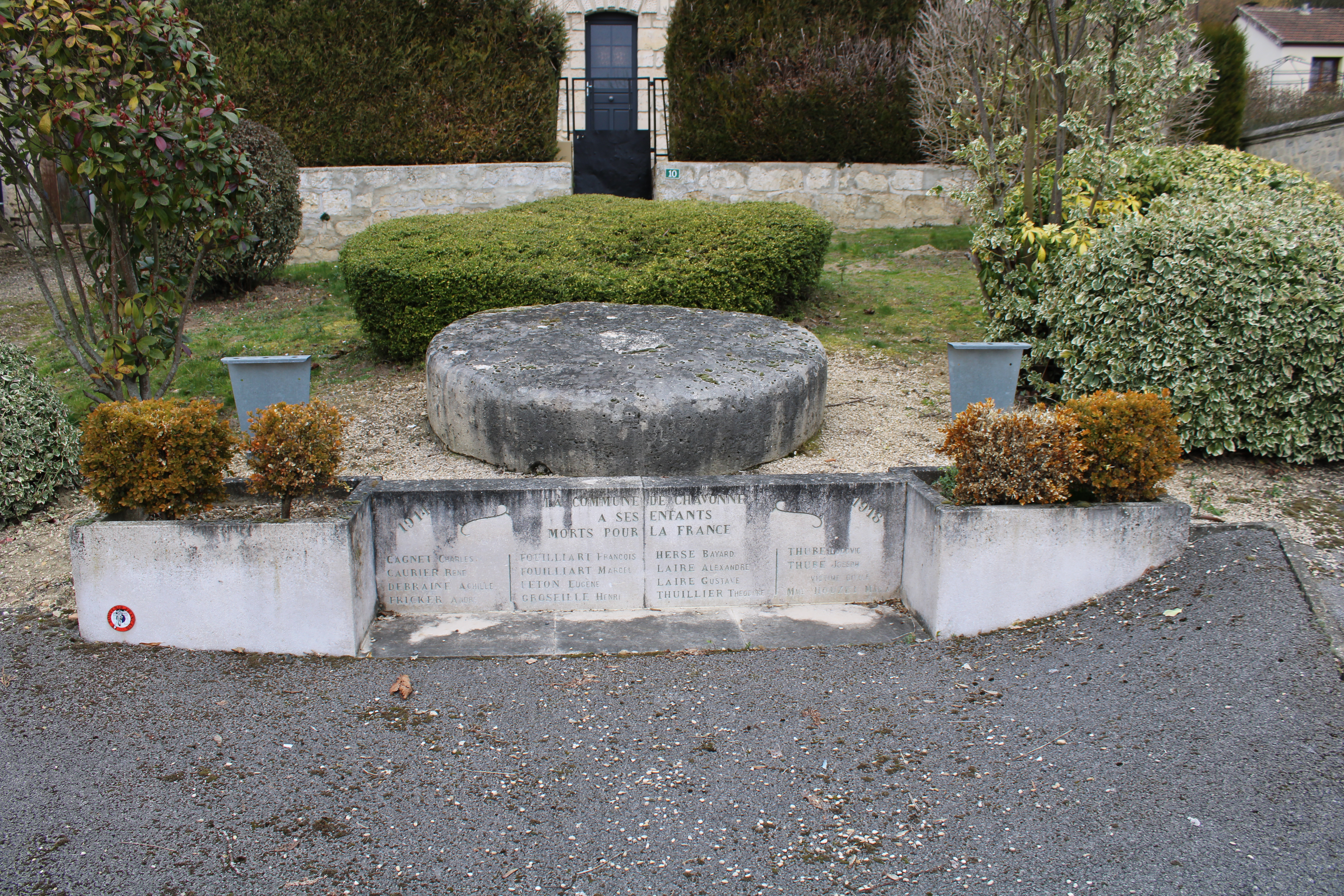
Le monument aux morts.

## Pour approfondir